# 赵家沟乡 (河曲县)
赵家沟乡，曾是中华人民共和国山西省忻州市河曲县下辖的一个乡镇级行政单位。2020年6月30日，经省政府批准，撤销沙泉乡、赵家沟乡，合并设立沙泉镇。

## 行政区划
赵家沟乡下辖以下地区：
赵家沟村、魏善坡村、阁老殿村、贾家山村、水泉村、金家沟村、张家塔村、大尾塔村、王家沟村、前泥彩村、中泥彩村、圪辽咀村、前磨地塔村、后磨地塔村、葫芦山村、龙王塔村、孙家沟村、枪佛也村、书石也村、东也村、黑豆儿村和白草坡村。